# کوتا بهارو
کوتا بهارو (به لاتین: Kota Bharu) یک منطقهٔ مسکونی در مالزی است که در کلانتان واقع شده‌است.

## خصوصیات
کوتا بهارو ۳۹۴ کیلومترمربع مساحت و ۴۹۱٬۲۳۷ نفر جمعیت دارد.

## نگارخانه

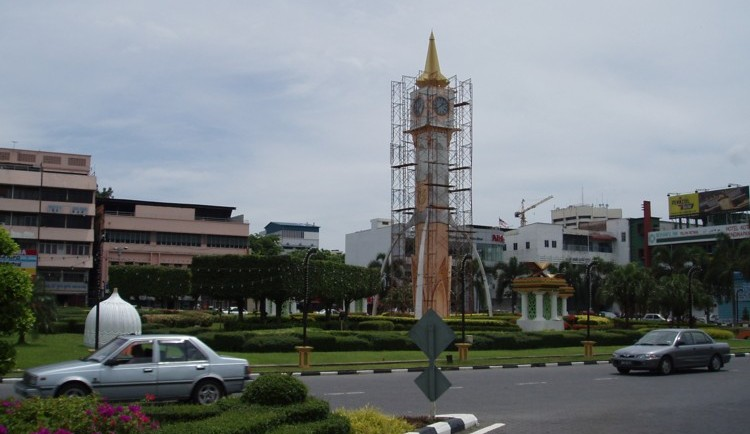
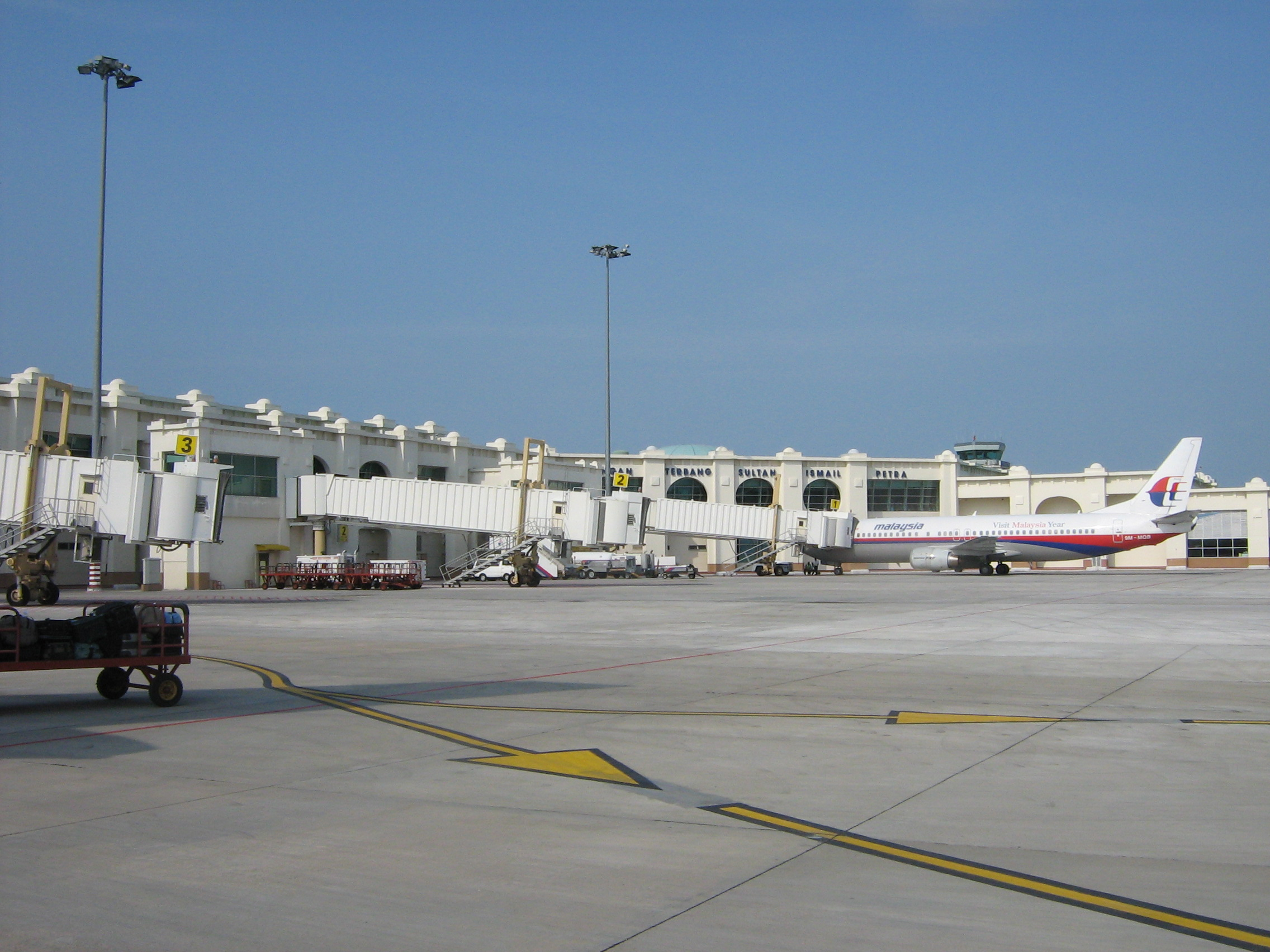
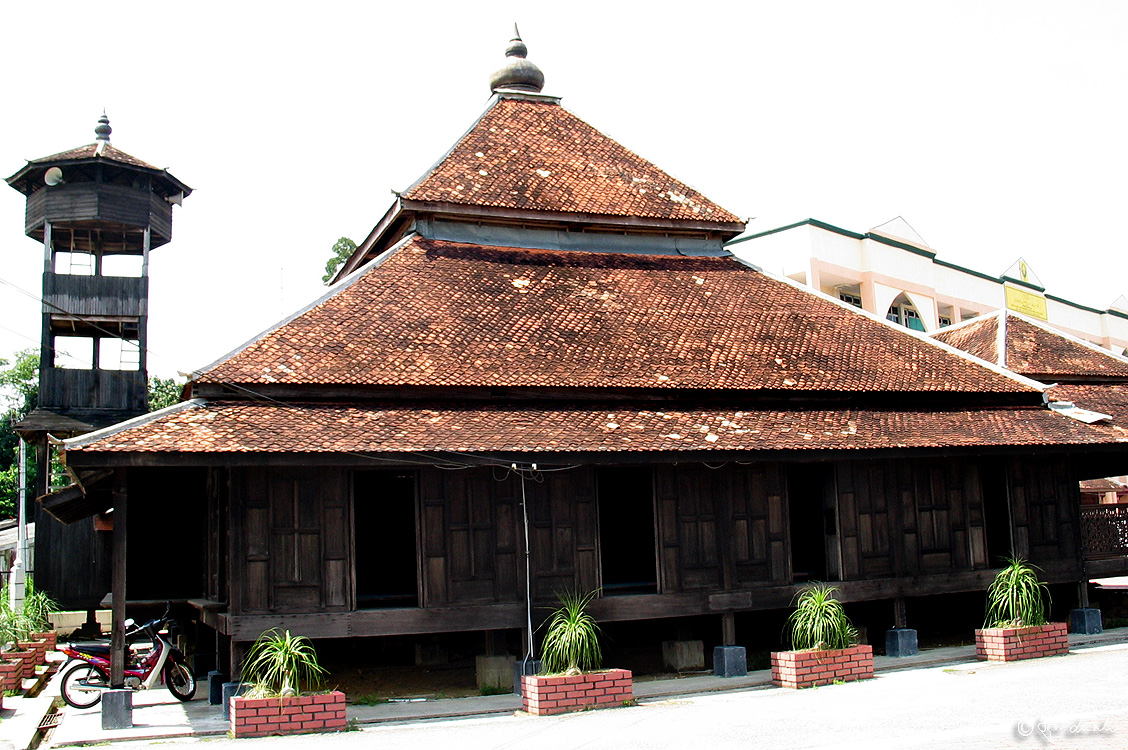
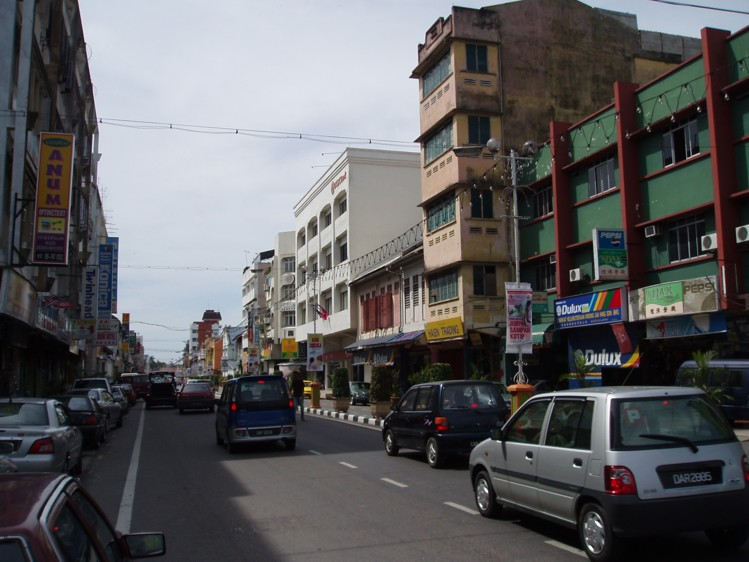
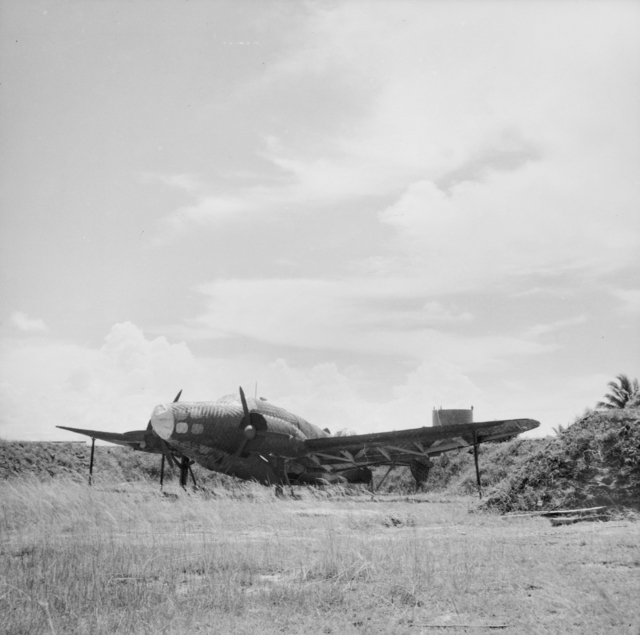
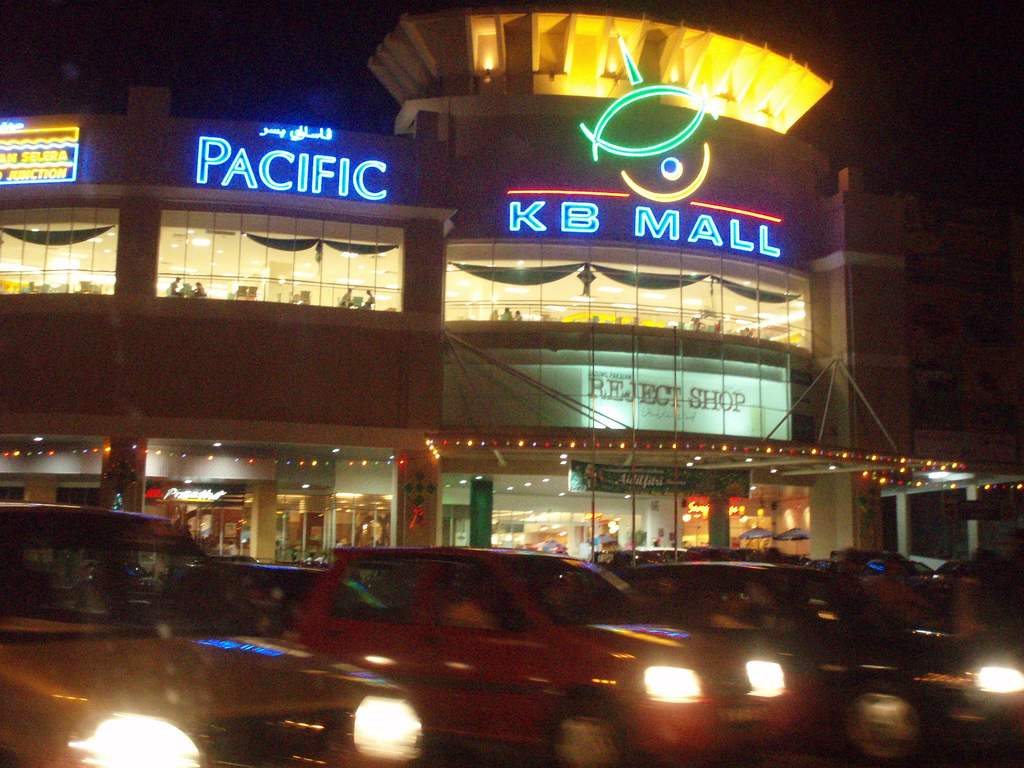
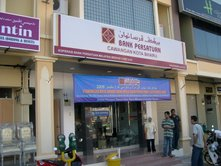
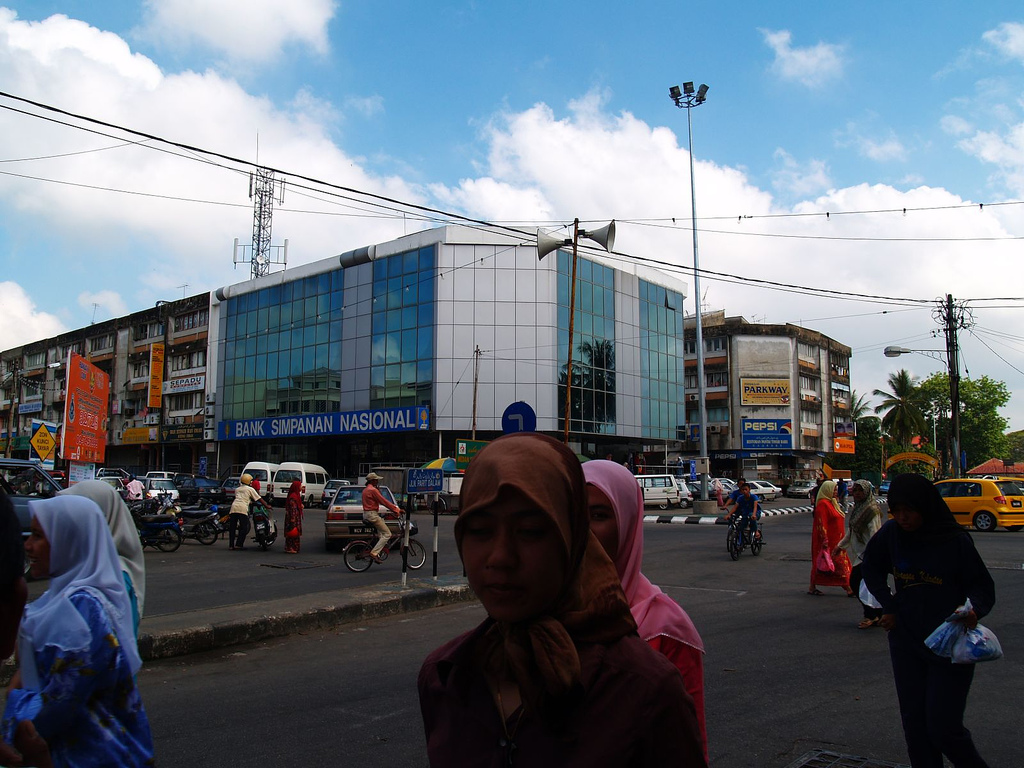
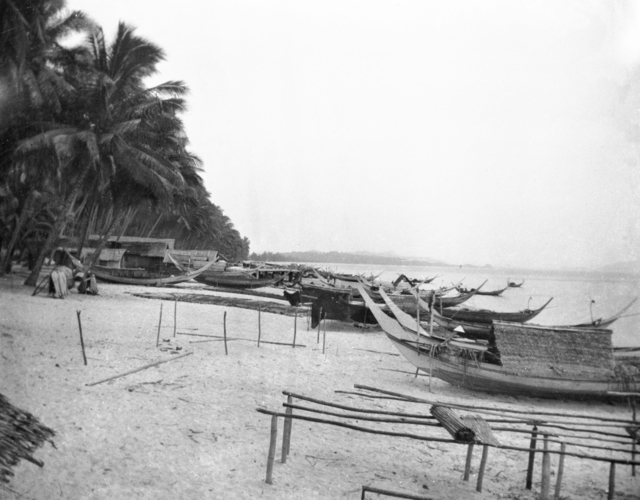